# Marsvinslund
Marsvinslund er en herregård der ligger i Vium Sogn i det tidligere i Lysgård Herred, Viborg Amt, nu Silkeborg Kommune. Den blev oprettet af Jørgen Marsvin i 1654 der samlede fire gårde i landsbyen Båstrup der hørte under Aunsbjerg, til en lille hovedgård. 
Den fredede hovedbygning i bindingsværk er fra 1654, men ombygget og forlænget i 1700-tallet, hvor også den gennemgående gavlkvist blev bygget. 
Marsvinslund er kendt fra Steen Steensen Blichers novelle E Bindstouw. 
Gården fik 3 styk vindmøller (tilsammen 10 MW) og 6 MW solcelleanlæg med sol-tracker i 2023, og betaler tilskud til Sjørslev Egnscenters solceller og en aktivitetsskov.

## Nogle ejere af Marsvinslund
Denne liste er ufuldstændig; hjælp gerne med at udfylde den.
- (1622-1655) Jørgen Marsvin
- (1655) Anders Bille
- (1655-1656) Erik Bille (søn)
- (1656-1669) Mette Rosenkrantz (enke)
- (1669-1670) Christoffer Ulfeldt
- (1670-ca. 1672) Sophie Amalie Ottesdatter Krag (enke)
- (ca. 1672-1719) Greve Otto Rantzau (ny ægtemand til ovennævnte)
- (1719-1732) Baron Otto Rantzau (søn)
- (1732-1740) Lars Nielsen Schophuus
- (1740-1745) Gabriel Ferdinand Milan
- (1740 - ? ) Enevold Bjerregaard Lugge
- (1750 ? ) Arnold Christian Dyssel

derefter mange skiftende ejere, blandt andre landstingsmand Hans Jacob Hansen (i tiden 1880-1900).

## Eksterne kilder og henvisninger
- J.P. Trap: Danmark, bd. 7 Viborg Amt, femte udgave 1962.
- G. Nørgaard Jepsen: Gaard og Slot i Midtjylland 1969
- H. C TERSLIN: GUVERNØR OVER DANSK VESTINDIEN GABRIEL MILAN OG HANS EFTERKOMMERE I DANMARK